# Euro Tower
La Torre Euro  (también conocido como Euro Tower) es una edificio de oficinas clasificado como tipo A y el primer edificio verde o amable con el ambiente en Bucarest, la capital de Rumania. Con 18 plantas (80 m) y una superficie de 18 000 m², la construcción fue terminada en 2012, con un coste de 60 millones de euros con el diseño de los arquitectos Dorin Ștefan y Chapman Taylor.